# Susan Bernard
Susan Lynn Bernard (Los Angeles, 1948. február 11. – Los Angeles, 2019. június 21.) amerikai színésznő, modell. Bruno Bernard (1912–1987) fotográfus leánya.
1966 decemberében a Playboy magazinban szerepelt playmateként.

## Filmjei
- General Hospital (1963, tv-sorozat)
- Gyorsabban cicamica, ölj, ölj! (Faster, Pussycat! Kill! Kill!) (1965)
- Stranger in Hollywood (1968)
- The Witchmaker (1969)
- Room 222 (1969, tv-sorozat, egy epizódban)
- That Tender Touch (1969)
- The Phynx (1970)
- The Beverly Hillbillies (1971, tv-sorozat, két epizódban)
- The Smith Family (1971, tv-sorozat, egy epizódban)
- Machismo: 40 Graves for 40 Guns (1971)
- Necromancy (1972)
- The Killing Kind (1973)
- Teenager (1974)
- The Mao Game (1999)

## Könyvei
- Bernard of Hollywood: The Ultimate Pin-Up Book (2002)
- Marilyn: Intimate Exposures (2011)